# Alaudala somalica
La terrera somalí (Alaudala somalica) es una especie de ave paseriforme de la familia Alaudidae propia de África oriental.

## Distribución y hábitat
Esta terrera se encuentra en Etiopía, Kenia, Somalía, y Tanzania. Habita en zonas tropicales bajas con pastizales secos.